# Цивилизација Инка
Инке су били архитекте једне од главних цивилизација, пре Колумба, која се развила на платоу Андеан, између XIII и XVI века успоставивши огромну империју.
Термин Инка се углавном користи као именица, најчешће у множини (Инка), али и као придев за описивање разних манифестација овог народа (на пример, користећи изразе као што су Инка архитектуре, религије, Инка писање). Комплекс културних и образовних активности дотичне заједнице обично се назива цивилизација Инка, али није неуобичајено да се термин Инка користи у ширем смислу за њихову културу.

## Инке

### Порекло
Научници из предколумбијске историје увек су се питали да ли су Инке биле лозе или су стигле у данашњи Перу након миграције из далеких земаља. Посебна истраживања су адресирана како би се проблем решио испитивањем аспеката морфологије, археологије и лингвистике, док су се друга фокусирала на проучавање митова о пореклу који су прениели шпански хроничари.

### Морфолошки тестови
Вилијам Х. Прескот је већ у свом монументалном " Освајању Перуа " поменуо је разлике пронађене између лубањских Инка и оних обичних Перуанаца. Његова примедба је произашла из читања " Американ Краниа ", рад његов земљак Семјуел Џорџ Мортон, излаза у Филаделфији у 1839. Мортон је тачно извршио мерења лобања перуанских мумија са потпуно другом сврхом. Био је одлучни поборник теорије да су полигенезеи склони да показују људску етничку припадност и да то не потиче из исте лозе, а веровали су и да величина мозга одређује ниво интелигенције. Међутим, из његових студија показало се да се инкашке лобање разликују од оних њихових уобичајених субјеката по много развијенијем облику лица.
Његова запажања су дуго будила уверење да су Инке припадале етничкој групи ван Анда, али савремени истраживачи су се успротивили неким врло продорним разматрањима. Према њима, Мортоново је истраживање спроведено на премало артефаката да би их прихватили као уопштене закључке. Поред тога, амерички професор није узео у обзир праксе деформације лобање, раширене у Перуу у то време, које су се разликовале између етничке и етничке припадности са импресивним резултатима.

#### Истраживање о ДНК
Што се тиче морфолошких истраживања, питање је далеко од тога да се реши, али на другом пољу савремене науке у току су врло перспективна истраживања. У ствари, неки перуански учењаци намеравају да наставе са реконструкцијом ДНК Инка како би извршили одговарајуће провере. Међутим, да би могла извршити ваљану реконструкцију, мумија сигурно мора бити "инка" и само једна од оних која припадају тадашњој "елити", озлоглашена посвећена ендогамији, може дати сигуран резултат.
Мумије владара, међутим, уништене су, иако из тадашњих хроника знамо да је петеро њих, три суверена и два њихова сабора, сахрањено у јарку болнице Сант'Андреа из Лиме. Ако ће проналазак ових остатака омогућити реконструкцију генетског кода Инка, претраге се могу обавити, али постоји и друга могућност.
Последњи Инков владар, Тупак Амару, био је обезглављен у колонијалном Куску и његово тело, са одвојеном главом, интернирано у капелу катедрале древне престонице Инка. Његова гробница је већ била отворена у прошлости, али од тада нико није могао да добије дозволу од црквених власти да ексхумира тело. Међутим, недавно је шпанска научница Мариа дел Кармен Мартин Рубио из Врховног савета научних истрага (CSIC) изјавила да је открила гробницу друге Инке, у манастиру Сан Доминго из Куска, и да је научила из докумената који се чувају у истом манастиру да је Паулу Инца, ујак, у име оца, из Тупак Амару. Његов неспорни професионални ауторитет требало би да му омогући да спроведе истраживање које планира да уради на ДНК остацима два лика, прво их упореди, а потом са обичним перуанским мумијама и тако разреши мистерију порекла Инка.

#### Тајни језик Инка
Гарциласо Инка де ла Вега у свом делу " Коментариос Реалес " уверава да су Инке међу собом говориле тајним језиком непознатим осталим људима. Овим подацима приписује сигурност, тврдећи да их је добио од својих рођака Инка, племените лозе, али напомиње да је тај језик сада изгубљен док је писао.
Бернабе Кобо се враћа својој теми у " Хисториа дел Нуево Мундо " и потврђује оно што је Гарциласо рекао. Језуит тврди да је информације о томе добио од свог родног доушника, који спомиње по имену. Ово је Алонсо Топа Атау, нећак древног владара Хуана Капака који би му омогућио приступ најочуванијим традицијама древног опалог рода.
Кобо је са својим саговорником истраживао детаље о стварима и изјављивао да је сазнао да су Инке овај одређени језик сматрали остатком онога што су говорили у родном месту свог рода. Ово је долина Тампуа, иста у којој се налази свето место порекла династије, према митовима о рођењу првобитног јунака Манка Чапака. Цобо, потврђује да у његово време дотични језик више није био у употреби, али каже да је било неких речи чак и ако он не помене ниједну од ових речи.
Даља потврда у вези с тим долази од још једног древног шпанског посматрача, Родрига Сантоса де Андрада, који у својој „ Реласион де ла Вилла Рика де Оропеса и минас де Гуанцавелица “ из 1586. године описује исти став Инка да користе они користе "тајни" језик, наводећи да је употреба овог идиома строго забрањена другим субјектима.
У недостатку прецизних података, научници лингвистике развили су различите теорије засноване на тумачењу неких имена места или суверена која су избегла традиционалну класификацију и која би се могла упутити на тајни језик Инка.
Међу учењацима који су се упустили у његово тумачење, Ијан Сземински одлучио се за претежно аимара извођење текста с укључењима других језика кечуа и пуквина. Алфредо Тореро је уместо тога искључио пукину из које је, између осталог, научен истражитељ. Родолфо Церон-Паломино, с друге стране, у свом есеју " Ел цантар де Инца Иупанкуи и ла ленгуа сецрета де лос Инкас " истиче да је основа Инкиног тајног језика била пуквина.
До овог је закључка дошао са непобитним доказима, користећи не само своје дубоко језичко знање, већ и своја искуства историјских студија о Инкама. Из његове реконструкције произлази да су Инке пореклом са подручја окренутог према језеру Титикака где се говорила пуквина која је касније нестала. Напуштене из региона, населиле би се близу Куска где је доминирао аимараски језик, а затим су свим својим поданицима наметнули кечуу као доминантан језик на андском платоу. Њихов тајни језик била би архаична пуквина, коју су временом сви заборавили и сачували само у елити.
Његово би истраживање стога доказало да Инке потичу из подручја изван долине Куско, али се још увек налазе на висоравни Анда, близу језера Титикака.

#### Археолошка истраживања
Упркос обећавајућим почетним премисама, археологија није дозволила да се разоткрива мистерија порекла Инка. Међутим, дубинске ископине у области Куско показале су да се употреба Инке керамике изненада појављује на предњој спољној подлози, као доказ доласка њених корисника, када су већ поседовали потребне уметничке и грађевинске технике. Накнадне истраге сродних налаза пронађене у другим средњоамеричким областима нису нам омогућиле да препознамо заједничко порекло као преовлађујуће мишљење о ограниченој размени између различитих култура.
Артефакти Инка, углавном метала, заиста су пронађени на целом јужноамеричком континенту, али су резултат размене или рације јер су њихови власници на културном нивоу очигледно инфериорни од перуанског.
У вези с тим, напомиње се да је постојање царства Инка Португалцима било познато најмање десет година пре његовог открића, захваљујући причама уроненика из регије Рио де ла Плата, са којима су били у контакту. Авантуриста лузитанском, Алехо Гарсија учествовао лично у 1526., експедицију направљен од стране аутохтоног Гуарани у циљу пљачке долази кроз џунглу, до источних граница краљевства Хуана Капака.

#### Митови о пореклу
Сећање на људску миграцију из Централне Америке на јужну хемисферу континента преноси се у бројним митовима прикупљеним, од првих шпанских колонизатора, већ у годинама непосредно након освајања. Већина ових легендарних прича односи се на нејасно човечанство без разлике између различитих раса, али неке су специфичне за одређена подручја која су географски ограничена. Ово је случај сугестивног мита о Наимлапу прикупљен од стране Кабеља де Балбое, а који претпоставља морску миграцију са севера на централну обалу Перуа. Реч је о древном, врло артикулисаном певању, које нам ипак не помаже да рашчистимо проблем поријекла Инка који је релевантан само за популацију обале.
Случај мита који је Анељо Олива изнео у својој " Хисториа дел реино и провинциас Перу " је различит. Ова прича такође има перуанску обалу као позадину, али на крају је повезана са рођењем Инка. Према Оливиним информаторима, први становници Перуа стигли би са севера, а чвориште би било стационирано на врху Сант'Елене који предвиђа Гвајакијски залив за морнаре који долазе са Панамских прегиба . Њихов краљ Тумбе неуспешно је промовисао неке експедиције на југ и оставио краљевство двојици синова, Куитумбеу и Отоии, који су се убрзо нашли у нескладу. Куитумбе је напустио земљу са бројним верницима и стигао до данашњег града Тумбес, да оснујете своје краљевство. Уместо тога, Отоја је остао у месту порекла, али се препустио злобном и опаком животу, што је њему и његовим поданицима натерало пословичну казну. Њихову земљу захватила је раса дивова која је уништила сиромашне Индијанце . Дивови су коначно истребили младог и летећег бога који их је све пуцао одозго млазним паљбама, али било је прекасно за Отоја, који је умро у затвору, као и за његове десетковане и распршене људе.
Куитумбе је у међувремену наставио са делом колонизације територије стижући до долине Римака, близу данашње Лиме, након што је открио и насељавао плодно острво Пуна код Тумбеса. Из снова, заборавио је своју жену која га је чекала у краљевству свог брата и обећао је да ће се вратити кад је отишао након Тумбеове смрти. Костеи Љира, била је трудна на одласку и чекала га је са самопоуздањем, десет година, након што му је родила сина, којег је назвала Гуаианаи што значи "гутати". Вест о освајању Куитумбеа коначно је дошла до младе жене која је разумела да је напуштена. Његова туга претворена је у мржњу, Љира је тражила начин да што је могуће боље повреди неверног супружника. У свом бесу развила је план да се освети заједничком сину.
Гуаианаија је напустила птица грабљивица на плутајућем острву које се кретало морем и убрзо је научило да преживи неприлике природе. Прича наставља да говори о пороцима младића који се након неколико година самоће одважио да зарађује на земљи, али су је заробили неки домороци. Било му је суђено за жртву, али опет је судбина била бенигна. Локална девојка Кигар, ћерка сеоског поглавара, заљубила се у њега и ослободила га тако што је успела да избегне заједно са својим љубавником. Морали су да се боре против прогонитеља, али Гуаианаи је био јак и храбар и убио је четворицу ратника, остале су пустили у бег. Коначно су били на мору са четири пратилаца и стигли до плутајућег острва.
Куитумбе је од тада умро, али пре него што је умро, саградио је светиште Пакакамак и, благословљено божанством, попео се на Анде и основао краљевство Кито. Његов наследник Кома донео је строге законе против прељубе, а један од његових синова, који је био ухваћен у чину, био је приморан да побјегне заједно са својим осталим друговима како би избјегао смрт. Прогоњени из близине, стигли су до мора и упустили се у таласе на импровизираном сплаву. Олуја их је бацила право на острво Гуаианаи и две групе су се спојиле у једну. По смрти Гуаиана, његов син Атау био је на челу групе од више од осамдесет људи и острво више није било у стању да одржи такво мноштво. Атау је, међутим, предњачио у годинама и није се осећао суочен са опасностима путовања на копно, које је сада постало неопходно, зато је позвао свог сина да води групу преживелих у потрази за земљом у којој ће живети. Позван је млади вођа Манко и суђено је да оснује царство Инка.
Манко се није молио да напусти острво. Његово рођење праћено је добрим знацима и очекивало се да ће га људи водити према благостању, тако да су сви радо прихватили његов позив да их прате на копну. Стартери су подељени у три групе, свака на флотилу кануа. Две од тих група упутиле су се на југ и, иако су се сложиле да имају своје вести, нико о њима није ништа знао.
Друга група, са Манком на челу, уморна од невоља које су се догађале на мору, уништила је кану и попела се на Анде. Након веома дугог ходочашћа стигли су до језера Титикаке које су одвели на друго море, с обзиром на величину. У том месту су живели и други људи, а Манко је имао идеју. Напуштајући своје другове, сакрио се у пећини препоручивши својим следбеницима да тврде да су тамо како би одали почаст сину Сунцу, чије је скорашње рођење у тим деловима предвиђало неколико пророчица.
Иако нису разумели разлог, његови другови су подржали ову верзију када су их домаћи испитивали са сумњом. Сумња се претворила у неверицу, када је био познат разлог њиховог доласка, али они су били остављени да лутају, чак и ако их се погледа.
Кад су стигли у локалитет Пацаритамбо, из пећине са три излаза, угледали су сјајног младића чија се одећа, прекривена златним пахуљицама, одсевала сунце. Манцо је његов вјерник одмах препознао, али који је, осетивши његов дизајн, частио као божанство. Аутохтони људи који су били с њима, једноставни и наивни, придружили су им се генуфлексији и, укратко, прича се проширила широм региона. Бог Сунца послао је сина на земљу да влада људима. Инка епоха је почела.
Овај мит је врло сугестиван јер обухвата сву наводну историју Инка од њиховог уласка у Перу до рођења династије која би доминирала андском висоравни, али има недостатак изолације, чак и ако је Манцов изглед потврђен у другим легендама Шпанци који су први истражили поријекло рода коју су управо поразили, извијестили су, међутим, приче које су више у складу с достојанством претка Инка који је био представљен као истинског сина Сунца, званог Инти .
Најважнији од ових митова пренесен је од Педра Сармиенто де Гамбоа у његовој „ Сегунда парте де ла хисториа генерал лламада индица “ из 1572. године и опште је позната као „ Легенда о браћи Аиар “.
Такође у овом случају Манко је рођен у Пакаритамбоу, из пећине смештене на брду Тамбутоко, али заједно с њим устају још тројица браће и четири сестре, све излазе из централног прозора, док са два бочна отвора оживљавају други људи који ће бити конституисани. Мит даље говори о жртвама ових људи који се крећу по кварту тражећи плодну земљу. Током њиховог марша тројица браће напуштају компанију, један по имену Аиар Каке, елиминисан због своје бахатости; други, Аиар Учо, претворен у камен за магично-религиозне сврхе и четврти, Аиар Ауца аутоиммолатоси у освајању седишта будућег краљевства, које би било названо Куско. Остављен сам Манко, сада се зове Манко Капак, моћни неспорни господар, ожењен једном сестром, мамом Окљо, створио би династију Инка.
Гаркиљасо Инка де ла Вега представља варијацију овог мита који је веома цењен због поетске форме којом је овековечен у својим " Цомментариос реалес"". Примордијални пар је овде јединствен, који чине Манко Капак и Мама Окљо и родили би се из митског прозора на брду Тамбутоко, генерисаног од стране Интија, Сунца са задатком да пронађе најприкладније место за проналазак будућег рода Инка У ту сврху имао би дар злата с којим би тестирао тло да би доказао своју плодност, након неколико покушаја и дугих лутања два супружника, брат-сестра, стигли би у подручје Кузко где је штап, једва одмарајући земља би потонула без напора, захваљујући божанском родитељу, Манку Капаку и Мами Окљо, подигли би храм у његову част и касније би око ове свете грађевине основали будући главни град државе Инка.
Поред ових званичних митова који су славили величанство Инка, Шпанци су сакупили и друге мање уздижуће традиције које акценат стављају више на импостуру Манцо Цапацка, већ предвиђену у Оливиној причи. Према тим верзијама, Манко би био син локалног поглавара, одгајаног од детињства да вјерује у себе да је дијете Сунца и дијелом би се толико идентифицирао да би заборавио своје право поријекло. У погодном тренутку, када би се он појавио наивним становницима Андске висоравни, оличио би се својим ликом спонтаношћу тако природном да би лако могао убедити своје будуће поданике да га прихвате као суверена.
Поред овог мита, сакупљеног у " Информационес а Вака де Кастро ", постоји и искрено погрдна варијанта која Манковог родитеља замењује чаробњаком сумњивог морала који би га одгајао са циљем да припреми превару о његовом рођењу помажући себи магичне праксе и незнатне чаролије. Те верзије, наравно, биле су резултат прича извучених из етничких група Инка и подложне њима пре доласка Шпанаца. Између осталог, враћа Фелипеа Гуаман Пома де Аиала у својој Нуева Короника и Буен Гобиерно.

#### Закључци
Титикака, највише поморско језеро на свету: 3.800 метара. Дуга је 150 км и дубока 300 метара.
Поређење истраживања спроведеног у различитим областима истраживања не омогућава нам да са сигурношћу решимо мистерију настанка Инка, али омогућава нам да предложимо разумно вероватне хипотезе о њиховој припадности анданском роду, заузврат изведене удаљеном миграцијом са севера континент. Њихов језик, вероватно пуквина, односи се на идиом који се користио на месту на ивицама језера Титикака. Сви митови који их се тичу имају заједничко идентификовање свог места порекла у подручју које се увек налази у близини овог језера. Њиховом присуству у Куску претходи ходочашће у региону, које увек полази од великог воденог тиела. Коначно, у историји Инка налазимо безброј референци на подручје језера које се сматра светим и подложно је пракси.
Из тих разлога, већина истраживача античких инкавских доба слаже се у веровању да Инке потичу из одређене андске националности присиљене да напусте своје порекло, у близини језера Титикака, због неке природне катастрофе или страна инвазија. Потрага за новим територијем била би потребна неколико година и силних потешкоћа кроз сукобе с другим непријатељским племенима и завршила би се тек њиховим уласком у басен Куска, који је једва насељен и предмет лаког освајања. Тек тада би започела права прича о Инцима.
Изузеци су неки учењаци, укључујући Лоуис Баудин ( Перу из Инка ) и Хосе Имбеллони ( индијски ексфинге ) који фаворизују полинезијско порекло Перуанаца, укључујући Инку, али њихова остаје изолована теза чак и ако су подржани сугестивним аргументима.

## Историја

#### Насеље у Куску
Без обзира на њихово порекло, у зору 13. века Инке су трајно насељени у долину Куско. Они нису били једина заједница која је настањивала долину, јер из прича које су нам пренете сазнајемо да су морали поделити територију са другим сродним племенима и, вероватно, са локалним људима које су пронашли на месту свог доласка. Њихова историја у оним далеким временима није морала да се разликује од уобичајене за различите андске етничке групе, коју карактерише груби пољопривредни посао испреплетен спорадичним спопадима за контролу обрадиве земље.
Један једини фактор разликовао их је од других народа: власништво над храмом који су изградили у Куску и који је постао референтна тачка за културне праксе целе долине. Углед Инка био је повезан са њиховим светим местом и зависио је, наравно, од њиховог свештеника који су имали важну привлачност у целом округу. Вође етничке групе Инка нису имале никакву признату моћ осим свог народа. Били су то „Синчи“, или војни вође, изабрани за ту прилику, у случају ратних потреба, и суђено им је да власт оставе на миру. Њихова имена су значајна. Наследник Манка Капака звао се Синки Рока и поглавар је кренуо за њим, Љокуе Иупанкуи, Ллокуе "" је левичар, а " Иупанкуи " за памћење.
Приче које их се тичу говоре о њиховој повезаности с другим племенима, постигнутом у складу са андском традицијом, браковима на погодности. Живели су у храму Куско и њихова моћ није се разликовала од моћи свештеника. Чињеница да се култна зграда налазила у доњој половини града, звала се Хурин Куско и која се приписује Мами Окљо, сугерише матријархалну надмоћ у односу на горњу половину, Ханан Куско, прерогатив Манка, али ова теорија се мора сматрати само таквом у недостатку ваљаних потврда.

#### Од племена до државе
Значајна промена догодила се за време владавине четвртог владара. Његов лик је увек митски, али тело легенди које га се тичу ставља акценат на нову концепцију односа са суседним етничким групама. Маита Капак већ своје име повезује са оним исконског јунака Манка, док присваја епитет "Капак" који је апсолутни господин. Инке нису имале ексклузивност ове титуле која је била раширена у Андама и која је идентификовала врховног вођу различитих етничких група, али сама чињеница да су овим епитетом дефинисали њиховог врховног представника, показује да је њихова заједница сада имала тенденцију да себе сматра нацијом .
Према причама о њему, Маита Капак сукобио се са Алкабизасом, крвним племеном Инка које се хвалило да ће пасти из Ахара Укхуа, брата Манка, попут њега рођеног из митске пећине Пакаритамбо. Више није било питање привлачења других заједница величанством храма Куску, већ доминирања над њима. Ова нова политика није смела да нађе подршку свештеника који су желели да шире своју надмоћ само захваљујући верским праксама, а заправо су познате разлике између свештеничке моћи и краљевске моћи које је овај суверен морао да разреши.
Његово би дело нашло природан наставак под његовим наследником, Капак Иупанкуи, такође "Капак", а такође за разлику од свештеника. Инке би под његовим вођством консолидовали хегемонистичку политику која је требало да их разликује удруживањем свих суседних племена у савез за који су били резервисани. Ово је била апсолутна новост за Андску висораван и могла би бити полазна тачка за даљи квалитативни скок представљен уставом царства.

## Цивилизација Инка

### Компанија
Инчко друштво, у царској фази, било је подељено на различите и специфичне друштвене класе, односећи се на град Куско. Врховни Инко боравио је на врху пирамидалне конструкције као гарант везе са небеским силама које су председавале континуитетом царства. Следили су свештеници који су сматрани тумачима воље богова. Остали припадници владајуће класе, генерички названи " Инка ", племићи или господари, предложени су да управљају царским структурама. Ја " курака" вође освојених етничких група, задржане у својој моћи, били су одговорни за извршну власт у појединим покрајинама. Коначно, људи у које је била груписана укупна маса субјеката су пружали потребну радну снагу за опстанак целог система. У касним временима појавила се појава нове класе: она од Ианаконе, посебне слуге господара, на пола пута између услова ропства и службеника, чак и на високом нивоу, али праву снагу царства су формирали сељаци и сељани из Анда окупили су се у аиллу, а свака од ових група имала је обрадиве земље (" марка"), заштитио га је његов предак, понекад се поистовећивао са животињом, стеном, реком или језером. Сваким селом управљао је савет старешина или сеоски поглавар.
Врховни Инка, познат као Капак Инка, или апсолутни господар, уживао је друга имена. Поданици су му се обраћали као Сапа Инка, једини господар, али и " Интип Курин ", син Сунца или " Гуакха Конкха ", заштитник сиромашних.
Његова моћ је била апсолутна и уживао је прерогативе који су одражавали његово претпостављено божанско порекло. Свечаност која је регулисала његово постојање обележена је највећом значајношћу. Живео је у згради посебно изграђеној за новог суверена при сваком наслеђу краљевства, док су станови његових претходника остајали резерват њихових породица. Његова одећа, исплетена најфинијом вуном, мењала се сваког дана, а његову софистицирану и разноврсну храну припремала је легија кувара. Користио је златну керамику, а служила га је гомила конкубина изабраних међу најлепшим и најплеменитијим девојкама царства. Кретао се само по богатим леглима у пратњи најзгоднијих пламића-телохранитеља. Његова ознака састојала се од " маскапаикхе" бенд који му је заокружио чело, надјачан љауту, ободом црвених врпци, окружен златом, које му је висило на челу, а главу је украшавало три црна перја свете птице Курикуингуе које је само он могао да носи. оружје му се састојало од алебе, обично од злата и штитника с његовим личним ознакама.
Инки владар, да би сачувао чистоћу рода, венчао се за сопствену сестру, бар у последњим годинама царства, међутим, друге племићке супружнице изабрале су племићке породице које су му гарантовале наследнике. Наследство краљевства доживљавало се као трауматичан догађај који је често изазивао чак и крваве сукобе. У ствари, синови инковског владара били су веома бројни и уживали су, осим оних рођених из конкубина, од прерогатива очинске крви, уместо тога у односу мајке. Племенитост мајке постало је толико одлучујући фактор да се могло говорити о матрилинеалном пореклу. Избор наследника обично је погодовао потомству службеног супружника, али неспособност удварача одбацила га је од сукцесије, тако да су породице главних невесте користиле ткање парцела и завере да би изабрале свог рођака.
Да би превазишли ову опасну ситуацију, суверене Инке добиле су навику да придружују најзаслужније дете овом царству како би тестирали своје способности, осим да га открију са свог положаја у случају очите неспособности. То је упркос чињеници да је сукцесија монарха у царству увек обележавала тренутак напетости препун озбиљних политичких и друштвених последица, што је представљало најважнију манифестацију нестабилности инкавских институција.

#### Министри богослужја
Свештеничко тело, којим је управљао високи свештеник, звани Виљак Уму, увек је играло важну улогу у царству Инка, у неким случајевима чак и у отвореној опозицији са краљевском влашћу. Међутим, нису сви свештеници уживали исти престиж. Међу службеницима култа постојала је строга хијерархија повезана са различитим божанствима за која су именовани. Главно свештеничко тело су Инти, бог сунца и бог Виркокха, али и оних посвећена " Иллапа ", бог грома и муње и Хуала на Хуанакаури уживао велику пажњу.
Сви ови били су примаоци зараде од земљишта приписаних боговима и обрађиване од стране разних заједница. Обично је просторија парцела била инфериорнија од Инка или људи, али они су ипак били довољни да свештеничком телу гарантују стање релативне удобности.
Затим је уследио низ мањих службеника подељених по разним карактеристикама. Међу њима можемо избројати слављенике жртава и говорнике, подељене између оних који су предвиђали будућност консултујући утробу жртава и оних који су вршили своје божанске праксе испитивањем хуака или тумачењем других природних манифестација. У последњој фази били су практиканти природне магије који су изводили разне чаролије врло честе међу људима који су били на располагању.

#### Елита
Инке су чиниле праву касту у царству са карактеристикама ексклузивности и превласти у односу на заједничке предмете. Њени су чланови припадали панакама, породицама које су створили сви суверени који су наследили престо, једанаест у време Хуана Капака, или пет других врста једнако племенитог рођења, које се такође називају панака. Попуњавање редова припадника племићке класе чинили су чланови десет Аилосових чувара, својеврсног увећаног телохранитеља суверена са задацима заштите безбедности краљевства.
Припадање овој ограниченој елити било је одређено везама сродности и нико им није могао приступити осим рођеним правом. Такозвана " Инка по привилегији " била је изузетак, ограничена категорија уобичајених појединаца који су се истакли изузетним војним заслугама и који су били добродошли у редове племства с обзиром на квалитете показане у бици.
Право рођења било је суштински услов за приступ статусу "Инка", али само по себи није гарантовало апсолутно прихватање појединаца. Млади аспиранти, након дугих студија у најразличитијим дисциплинама, у ствари су морали да прођу напорну обуку и, на врхунцу тешких суђења, чак и крвавих, добили су, у случају успеха, сагласност монарха. Ова врста иницијације, звана хуарацхицо, завршена је свечаном церемонијом која је укључивала пробијање ушних режњева и уношење у њих оне златне дискове који су били кастински знак и који би Инки дали име " орејонес"од Шпанаца. Од тог тренутка нови Инка је постао део племства и могао је да се користи у једном од многих задатака који су укључивали његово постигнуто стање.
Живот племића Инка није био сав дах. Рат их је огромно окупирао, али они су морали да преузму и све административне поступке који су управљали сложеном државном машином и осигуравали управљање државом. Пошто су једини стекли неопходна техничка и правна знања, они су такође морали да сносе терет спровођења правде и планирања огромних архитектонских и пољопривредних радова који су карактерисали цивилизацију Инка. Живот племенитог Инка био је интензиван и напоран. Веселиле су је грандиозне забаве на које је била примљена, али такође је била препуна одговорности. Међутим, у његовим очима, због свести о учествовању у реализацији великог царства које је превазишло појединца, био је то живот вредан живљења.

#### Локално племство
Инке су служиле за очување хијерархије освојених територија када су мирним уласком у царство ушли. У случају окупације после оружаног отпора, промотори опозиције царским војскама су по правилу замењени ликовима погодним царској власти.
Главама припојених територија, званим " курака ", остављени су сви прерогативи у којима су уживали пре доласка Инка; од њих се тражила само потпуна предаја инка институцијама. У ствари су задржали нетакнут ауторитет према својим администраторима, али су морали да дају извештај о свом раду у Куско суду. Њихова деца преведена су у престоницу, званично да похађају школе царства, али и да обављају функцију талаца, како би гарантовали верност својих очева. Сталност наследника локалних вођа у Куску омогућила им је и образовање како би поштовали институције царства и припремили их за улогу будућих вођа различитих провинција на смрт њихових родитеља.
Наследство „курака” обично се одвијало патрилинеалним начином, најчешће фаворизујући најстаријег сина, али поштовани су локални обичаји и у неким областима, нарочито у онима на пацифичкој обали, примећен је прелазак моћи преко матрилинеалних. Изабрани кандидат је ипак био подложан одобрењу врховног Инка и у случају очите неспособности одмах га је заменио рођак који се сматрао прикладнијим. Вође најважнијих региона третирали су се на начин примерен њиховом чину, а исправна администрација територија које су им поверене је била веома значајна. Добијали су почасти и привилегије и често су се могли венчати с племенитом женом из Куска која би, у неким ограниченим случајевима, могла бити чак и царска принцеза.
У замену су понудили своје ћерке или се придружиле харему суверене, повезујући тако родитељске везе које су се међусобно везивале, Инка и Курака везом сродности.

#### Људи
Основне сродства јединице Анда друштвене структуре је аиљо, реч Кечуа се односи на неку врсту проширене породице, друге свим потомцима заједничког предака човека, који је видео својим члановима да учествују у колективном права додељена земљишта.
Апсолутна солидарност постојала је међу члановима Аиља. Појединачни задаци били су подељени међу члановима како у случају ометања једног или више појединаца, тако и у случају одсуства због ратних операција и у случају болести или смрти појединца. Аило је добио део земље и обрађивао га за добробит свих појединачних породица које су учествовале у његовом саставу и колективно реаговале на понашање његових елемената. Изнутра су појединци били организовани у традиционалне породице, али су и даље задржали заједничку везу.
Делатност обичних домородаца била је углавном пољопривредна и састојала се у обрађивању ајлоских земаља и оних које су додељене Инкама и култу. Било је, међутим, и других задатака наметаних заједницама, који су се састојали од одржавања путева на њиховој територији и мостова који су омогућавали прелазак бројних хитних река. Потом су различити окрузи морали да обезбеде, ако је неопходно, трупе за ратно војсковође и обезбеде штафети штаб, звани каскуи, што је омогућило одржавање комуникације. У неким случајевима примећена је специјализација задатака, па је у приморским земљама главна активност била риболов, а у неким планинским регионима пасторализам. Жене су од централне власти добијале вуну потребну за предење и ткале су одећу за припаднике елите, оставивши део за своје рођаке.
У неким изузетним случајевима, разне заједнице су морале да обезбеде и радну снагу потребну за ванредни рад. То је био случај изградње импозантних тврђава или огромних радова на терасији и наводњавању који су карактерисали андску територију у доба царства Инка.
Живот андских заједница био је, међутим, спокојан и обично се одвијао под окриљем релативног спокоја промовисаног од стране патерналистичке политике Инка који су се хвалили да су протјерали сиромаштво и несигурност са својих територија.

#### Слуге (Yanacuna)
За време владавине Тупка Иупанкуија развила се нова класа предмета царства. Састојала се од " иана ", "ианацуна" у множини према правилима језика Куекхуа, категорије појединаца које је тешко класификовати због његових карактеристика које су биле на пола пута између оних који одговарају робовласницима и слугама. Њихово рођење има историјску референцу. Хронике времена говоре да су, због завере, многи противници суверена били осуђени на смрт, али да би интервенција краљице добила пресуду да изгуби свако грађанско право, враћајући их на вишегодишње стање слугу .
Ианацуна је ослобођен дужности обичних поданика и одговарао је само својим господарима. Временом је њихова класа знатно порасла и добила значајну важност, стекавши поверење својих домена и посежући за високим задацима, све до добијања, у неким случајевима, именовања " кураком ". Они су углавном били укључени у бригу о кући монарха или о најважнијим господама, али најспособнији су били задужени за опште административне задатке и надгледали су исправно извршавање културних функција.
Ова категорија није показивала, у време освајања, посебну везаност за древне господаре. Њени припадници стали су, готово без изузетка, наредбама Шпанаца и, у многим случајевима, били промотери или чак починиоци бројних узнемиравања пале елите. Одувек навикнути на своје дужности у име ауторитета различитог од властитог, они су једноставно мењали господара и покушавали да одрже своје овласти користећи моћ нове владајуће класе Европљана.

#### Пренесенепопулације (Mitmaq)
Инке су за превазилажење непријатељстава која су понекад стала на пут њиховој политици интегрисања у царство свих освојеног становништва користиле одређену институцију, депортацију одређених друштвених група. Категорије појединаца су пребачени "позиви митмак " у Кечуа, преведен као " митимае " од Шпанаца.
Карактеристике ових присилних трансфера су биле вишеструке. Они би се могли забринути за неке етничке групе које су биле посебно непријатељске према асимилацији у царству и, у овом случају, читава племена су била дужна да мењају своје просторије, знајући да су искорени из првобитних региона и преточили у друге територије, усред верних заједница, изгубио сваку жељу за побуном.
У другим случајевима, с друге стране, то су биле заједнице доказане лојалности које су пресађене усред побуњеничких племена да би својим примером и надзором помогле држави у њиховом каснијем смиривању. У хипотези о израженијим асимилацијским потешкоћама, дошло је до размене и верне групе су промениле своје седиште са очигледно непријатељским племенима да удвоструче предности тих операција.
У сваком случају, трансфери су се одвијали с обзиром на климатске навике и становништво обале је слато на друга обална подручја, док су планинске земље остале у области Анда. Пресељено становништво морало је да задржи своје карактеристике, чак и на царини, и није могло да позајми оне популације на одредишним територијама. Могли су са собом носити свете референце територија порекла, у облику хуаке, и могли су сачувати религију предака, али ни под којим условима, под казном смрти, нису могли да се врате у земље порекла.

#### Положај жена
Улога жена у Инка друштву генерално је била подређена мушкој компоненти, али тај положај је укључивао бројне изузетке. Већ из испитивања митова о пореклу, а посебно о Ајару, видљива је магично-религиозна улога Маме Хуако, која такође показује неизрециве ратничке конотације. Она побеђује непријатеља триком магичне природе који наглашава његову свирепост и увек она шаље, с изговором, свог брата Ајара Качија, коме је постало непријатно, да се заувек повуче у пећину из које је рођен. Функција ратник неких жена је типично за компаније Аимара, али он није био стран народу Куска доказ за то имамо у легендама везаним за Пакакутека који наводи хероину, Канан Кури Кока као важног протагониста победе над Канцом.
Друга карактеристика која се приписује женској компоненти друштва која произилази из најстаријих митова јесте активно учешће у вршењу свештеничке моћи. У подели оригиналног Куска, исконски јунак, Манко, приписује сестри Мами Окљо доњи део у којем се налази храм Сунца, новооснован и у којем ће од тада пребивати и свештеници и будући владари. С друге стране, култ Маме Куиља, Месеца, који се сматра Интевом невестаном невестом, Сунцу и важном референтном тачком религије Инка, резервисан је за женски елемент .
Сакрална улога андске жене није могла пропустити потврду у најважнијој манифестацији социјалне хијерархије, суверенитету. Поред монарха, Капак Инка, седи Коиа, краљица, која је њен колега у очима својих поданика. Званични брак суверена прослављен је у време његове крунизације и био је суштински услов. Царство Инка није могло замислити суверена без соција, као што небо није било могуће замислити без земље или сунце без месеца.
Избор Коиа био је веома сложен и укључивао је све најважније породице Куска. Из времена Тупка Иупанкуија, можда такође да би избегао било какво ривалство, суверени је склопио брак са сопственом сестром успостављајући неку врсту краљевског инцеста забрањеног осталим субјектима. Уместо његових претходника, сестра је изабрана само за дела оца или племића који је припадао једној од најугледнијих породица. Функције Коие биле су веома сложене. Пре свега, уживао је у величанству своје супруге. Био је следбеник племенитих девојака и кретао се само у леглу. Похађао је верске службе и одао почаст свим својим поданицима, чак и најплеменитијим. Поред ових службених прерогатива, обављао је и друге задатке политичке природе, можда мање очигледне, али не мање битне. Прегледавајући древне шпанске хронике, проналазимо бројне примере његове активности која је желела да саветује или помогне својој жени у управљању краљевством. Током бројних одсутности суверена, који се непрестано бавио војним кампањама, често је надгледао вођење Куска вршећи контролну функцију. Након смрти монарха, он је, у ствари, био укључен у неку врсту подземне борбе, у одбрани сина сина за наследство на престолу и по правилу је у тим приликама добијао подршку породице порекла.
Остали племићи, познати као Паља, имали су исте повластице са својим породицама, иако у мањем тону, али многи су од њих врховне Инке бирали као супститутивне жене и уживали су привилегије готово једнаке онима из Које, нарочито ако су имали децу краљевске крви. Кћери суверене, краљевске принцезе, зване уста, биле су суђене да склопе брак са најважнијим ликовима царства, али једна од њих је изабрана да постане Коиа, удајом за престолонаследника брата који би, осим тога, могао да бира и друге заменити жене.
 , такође понекад назива и Девице Сунца ( Гуаман Пома де Аиала )
Поштивање које су Инке изразиле према традицији освојених људи довело их је до прихватања у приморским регионима постојање жена „ курака “, јасног симбола претходне матријархије. Франциско Пизаро, приликом прве експедиције у Перу, упознао је, јужно од Тумбеза, једну од тих дама која га је примила са свим почастима, јасно показујући величанство у које је уложен.
Породица је, осим у племићким класама, била строго моногамна и обичне жене, након што су се удале, дале су све од себе како би помогле мушкарцима у обрађивању поља, да задрже животиње, да ткају одећу и, пре свега, да одгајати бројну децу.
Међутим, одређена инкавска институција одузела их је из овог уобичајеног постојања, смештајући их у посебне заједнице познате као „ Девице Сунца “. Шпански хроничари су груписали у овој јединственој дефиницији све жене које су пронашле у посебним манастирима, посебно изграђеним за њих, али, у стварности, постојала су унутар тих братстава специфичне хијерархије. " Девице Сунца" строго говорећи, били су ограничени у броју и бавили су се искључиво служењем храмова и култом божанстава. Поред њих је било још једно тело жена, изабрано због своје привлачности, образовано да постану сужењице Инка или да би било дано племићима или најзаслужнијим "куракама". Остали, већина њих, коришћени су за послуживање изабраних и ткање одеће за Инке или за његов двор и за припрему чича, ферментисаног напитка, направљеног од кукуруза који је служио од пића и од приношења за божанства.
Жене, изабране у разним окрузима, остале су неколико година у овим манастирима и тада су се могле вратити, пуне почасти, у земље порекла и удати се, осим правих „ Девица Сунца “, које су се посветиле божанству за остатак живот. Сви су морали да практикују апсолутну чедност и свако злостављање је кажњено смрћу. Чак су и племићке жене Куско посећивале ове самостане, али одређено време и са једином сврхом да добију адекватно образовање. Придржавали су се кућног реда, али изузети су од најнемоћнијих послова.

### Правда
У дуалистичком друштву правда се могла спровести другачије само по класама. Инке су у ствари примењивале различите казне у складу са тим да ли кривци припадају обичном народу или елити.
Казна за племиће била је усмерена на то да их удари, колико је то било могуће, у достојанству и поносу, док је обични рођени морао да трпи телесну казну. Гуаман Пома де Аиала у свом делу Буен гобиерно детаљно је преписао различите хипотезе исправљања. За племићку класу, према злочину, предвиђена је смртна казна због убиства, притвор, чак и на живот, отпуштање и избацивање из касте, конфискација имовине, шишање косе и јавни укор. Чланови народа, не баш осетљиви на психолошке корекције, били су изложени материјалним казнама. Смрт је била уобичајена за најтежа кривична дела, док су мање грешке кажњене слањем плантажа кока, палицама и бичем.
Нека кривична дела предвиђала су посебне казне. У случају непоштовања завета чедности, Девице Сунца су сахрањене живе, а њихови партнери обешени. Издајници су убијени, а за већи презир били су направљени бубњеви са кожама, а врчи су им биле лобање, вишегодишњи подсетник њихове срамоте.
За нека посебно тешка кривична дела, почињена против суверенитета Инка или светости божанстава, кажњена је цела породица злочинаца, у духу заједничке одговорности који је носио Ахљо.
Постојао је и облик искушења, који је обично резервисан за ратне заробљенике или за незнане преступнике. Несрећници су били затворени у тмурном затвору испуњеном дивљим животињама и отровним змијама, а ако су преживели два дана, остали би на слободи.
Правосудна пракса није била прерогатива одређене класе, а административни службеници били су задужени за њено управљање, осим у случајевима кршења регионалних обичаја или мањих кривичних дела која су била препуштена надлежности Кураке. Савет Инка је уместо тога тврдио пресуду за најтежа кривична дела која је починио припадник елите, када се веровало да је у питању безбедност државе.

### Администрација
Администрација огромног царства попут Инка није била стварна чињеница, али се развијала заједно са растом администрираних територија. У почетку, када је држава била ограничена на неколико лига око Куска, неколико способних званичника било је довољно за регулисање живота заједница, али када су асимилиране етничке групе постале бројне, постало је потребно и проширити структуре додељене њиховој контроли и њиховом смеру. Главна карактеристика која је регулисала односе између централне силе и периферних региона била је она прерасподела и узајамност која би толико задивила шпанске освајаче. То је била размена добара која се догодила у корист целог друштва. Пре освајања Инка, разне заједнице живеле су у својеврсној аутархији која није омогућавала хомогени развој. Нека племена производила су, на пример, вишак кукуруза, али им је недостајала вуна за одећу и обрнуто. Инке су проблем регулисале мудром редистрибуцијом, под условом да повуку сувишне производе и снабдевају све своје субјекте робом потребном за спокојно постојање. Домородци су испоручили своје производе или пружили радну снагу, а заузврат су добили помоћ и уживали у побољшањима техника гајења то јест, обезбеђивање повлачења сувишних производа и снабдевање свих њихових субјеката робом потребном за спокојно постојање.
Административни систем Инка у време њиховог максималног развоја заснован је на генерализованој економији, нужно сложеној. Средишњи део структуре представљао је „ курака “, локални шеф који је у исто време био надгледник његових поданика и посредник у режији Куска. Уживао је у систему персонализоване реципроцитета, захваљујући сродству браком који је склопио са Инком, коме је дао своје ћерке и од кога је у браку примио племиће, али то није био положај апсолутне команде.
Изнад њега је било тело званичника који су контролисали његов рад и који се нису устручавали да затраже његово разрешење у случају очигледне неспособности. " Курака " је требало да гарантује рад својих администратора и да обезбеди различите задатке на својој територији, од одржавања путева до снабдевања људи за армије и за изванредне радове у царству.
Краљевски службеници морали су да надгледају целокупно царство које је, у ту сврху, административно подељено на количине предмета груписаних у групе од сто, хиљаду и десет хиљада породица. Свака група имала је референта који је очигледно био вишег ранга што је већи број. Инка љубав према статистици довела их је и до тога да људе поделе у старосне групе, десет за мушкарце и десет за жене, сваки од њих задужен за одређене задатке, одређене физичком снагом.
Административна организација, иако сложена и артикулисана, била је изузетно брза и ефикасна и, пре свега, није била ни најмање под утицајем парализе и корупције, зла која обично муче бирократију.

### Војне дисциплине
У друштву анимираном прождрљивим империјализмом попут Инка било је неизбежно да су војне активности најважније занимање припадника племићке класе. Инке су се на почетку свог ширења лично борили у тиесним редовима, током бројних ратова који су их сматрали протагонистима, али након формирања царства они су чинили више водећи кадар формација које су обезбеђивале различите асимилиране етничке групе. Ипак, у посебним приликама, они су се још ређали у редовима елите да би се суочили са противником. Током грађанског рата између Хуаскара и Атаљпа, батаљон омладинаца, у потпуности састављен од племића Инка, бачен је у сукоб, против трупа Куизкуиз-а, дао своје суверено време да припреми неопходну одбрану и својим јунаштвом обавезао је војске Кита да обележе корак најмање месец дана. У тренутној пракси, међутим, функција Инка била је да управљају многобројним масама наоружаних људи који су с времена на време били позвани да учествују у освајачким кампањама.

#### Војска
Састав царских армија представљала је војска. Била је то сложена маса која је подељена по етничким групама и којом је командовао њен вођа, а којом је координисао генералски штаб Инка и, у посебним случајевима, лично управљао врховни Инка. Свака група задржала је своје боје и украшавала се уобичајеним ратним амблемима, дајући целини сликовиту и разнолику слику која је, с обзиром на мноштво запослених јединица, импресионирала било којег противника.
Војска је поштовала строгу дисциплину и током марша свако злостављање становништва обично се кажњавало смрћу. Логистички допринос био је збринут на посебан начин, а преживљавање је омогућило бројне продавнице хране и оружја које су Инке распоређивале дуж путева који су прелазили њихово царство. Племе је племе називало племе, али је ретко укључивало све округе истовремено, јер су снаге које су слале неке асимилиране етничке групе обично биле довољне.
Инке су се, међутим, плашиле, увек латентне побуне недавно освојених крајева и посебан опрез примећен је у погледу неких посебно немирних племена. У случају устанка, па макар се само бојао, неумољива десетковања погодила су сумњиве формације, као што је то био случај, на пример, Канкаса који су после пораза прихватили превласт над Кузком, али који су показали знакове нестрпљивости, показујући превелики понос за неке победе. Њихово понашање праћено је посебном пажњом, а њихова минимална манифестација претпоставке била је довољна да одлучи о њиховом уништавању. Међутим, драстична мера није ступила на снагу јер је Канка, на коју је упозорена конкубина генерала Инка о предстојећем масакру, ноћу бежао према шуми и од тада је нико о томе ништа није знао. Да их плати остао је главни заповједник Инка који је, због своје неспособности, брзо погубљен.
Дисциплина која је била на снази у војним формацијама примењена је крајње строго у односу на припаднике класе Инка, уопште и нарочито на оне који су одговорни за високи чин. Апсолутно послушност надређених била је опште правило и свако злостављање било је строго потиснуто, често са смртном казном. Ни најмања неучинковитост није толерисана, а кукавичлук је посебно кажњен, толико да су они који су били криви за чак оскудни ратоборни суђење били осуђени на сигурну осуду као и на опште погубљење.

#### Оружје
Инке армије формирале су тимове из различитих региона који су, из разлога могућности, задржали своје особине и користили оружје које им је најприближније. Било је одређених традиција које су, на пример, виделе да су Цанари познати по својим пикама или да се Индија шума истиче у употреби лука, али је разноликост перуанског оружја била прилично ограничена и војска је имала, све у свему, врста хомогености.
Избор бојног оружја могао би се, међутим, кретати између неких најчешће коришћених офанзивних или одбрамбених алата.

##### Офанзивно оружје
- Ланци-Назвали су их турпуна, али мало их је користила војска Инка која је преферирала краће и погодније оружје за мелее . Њихова оскудна дифузија настала је и због недостатка одговарајућих стабала на висоравни Анда које би обезбедиле дуге штапове. Некоришћење овог оружја показало би се кобним у борбама против Шпанаца на коњу, што би могло бити у тешкоћама само уз употребу дугачких пикова. Касније Араучани из Чилеа показали су да велика група копља наоружаних ратника може зауставити коњичке набоје. Копља Араучана била су дугачка чак више од пет метара. Чврсто одмарани на земљи и намењени непријатељу створили су баријеру, стрму са шиљцима, непремостиву за било ког коњаника.
- Арцхес-Име им је било хуакина и биле су различитих величина, али баш као што су се копља мало користила код Перуу Инка. Међутим, често су војске Куска укључивале трупе Индијанаца амазонских шума, посебно веште у употреби лука. Чини се да нису коришћене отровне пикадо, које се обично користе у шумама атлантске стране континента.

Употреба пропелера
- Пропелер (који се такође често назива и Загаглиа ). Алат који се користи за покретање стрелица, чак и знатних величина, са знатним повећањем снаге и домета у поређењу са једноставном људском снагом. Формирана је од дрвене даске са куком на супротном крају за дршку. Стрела постављена на даску гура се куком када је рука испружена за бацање и следи продужење потиска који такође користи снагу зглоба. Тако притиснута стрелица може учетворостручити њену снагу удара у поређењу с обичним лансирањем. Честа је била у војскама Инка.
- Осе-Позиви киктана су обично сачињена од главе двоструким каменом жице или бакра, ређе од бронзе, осигуран дрвеном дршком. Они су представљали алтернативу макани која се чешће користи .
- Слингсотс-Названи су уаракак и вртећи се на глави, дозволили су да с великом снагом баце камен чак и величине песнице. Постојала су посебна одељења слегера која су нападала непријатеља топом камења, дезоријентујући и ометајући редове.

Типична Инка макана
- Макана-Дрвени маке, са врха, делом врло тврдог камена урезаном у облику шиљасте звезде. То је било омиљено оружје Инка, које се користило за пробијање лобања непријатеља.
- Туми -Била је то једна врста сечења, одређеног облика, снабдевена свим инкашким одељењима. Сматрало се помоћним оружјем.
- Остало оружје. Чак и ако су се користили " боли " на неки ограничени начин, нека врста камења (два или три), завезана заједно, која су бачена између ногу непријатеља, омогућила да падну, чинећи лако убиство других ратника.

##### Одбрамбено оружје
- Елми-Главе за главу које се користе у борби обично су биле од врло тврдог дрвета или од чврсте танке трске и биле су ојачане тракама памука које су пригушивале ударце. Употреба металних кацига била је ретка. Штавише, Инке су велику бригу приписале украсу који је употпунио њихове наглавне хаљине и варирао од племена до племена, али увек задржавајући заједнички називник најсликовитије живости.
- Штитови-Перуански штит био је направљен од дрвета, малог и квадратног облика и завршен је у доњем делу некаквим продужетком тканине који је досезао готово до тла. Били су украшени геометријским дизајном који је вероватно имао магично и помирљиво значење за свог власника.
- Оклоп-Ратници су бранили своја тела прекривајућим тракама од памука, који су били врло ефикасни у ублажавању удараца слепих мишева или заустављању сечења. Међутим, да бисте добили максималну заштиту требало је знатно напунити себе и покрети су спречени, тако да је била пожељнија ограничена одбрана, али и то је омогућила окретност потребна у борби.

#### Војна тактика
Битке у древним перујским окрузима решавале су се посебно крвавим сукобом у коме је сваки од кандидата покушао да преузме противника. Када се зараћена фракција коначно предала, победничка војска би ловила бегунце и масакрирала их. Древне перуанске етничке групе нису познавале тактику организованог повлачења и пораз је доживео као неуредан бекство у коме је сваки од губитника, бачен, покушао да спаси свој живот.
Чак су се и Инке на почетку своје историје слагали са генерализованим обичајима, али су се убрзо разликовали од осталих етничких група уводећи рационалније стратешке методе у своје редове. У почетку се трупама наметала само строга дисциплина, а потом, како се њихова снага повећавала, уследиле су све сложеније војне праксе.
Појава царства је такође покренула рађање сложене војне стратегије. Пре свега, Инка је користила путеве за спајање свих округа царства. Мрежа посебно добро одржаваних путева омогућила им је да у смањеним временима доведу контингентне резервне снаге до критичних подручја. Дуж ових рута градили су лежишта пуна хране и оружја, како би регрути могли што брже прећи пут који их је одвео до места борбе без нереда и пртљаге са сигурношћу да на лицу места пронађу оно што је потребно. .
Концентрација у местима сукоба снага, регрутована у разним деловима царства, омогућила је тада Инцима да се суоче са противником са значајном бројчаном супериорношћу. Цузцове трупе, које делују ван својих граница, такође нису имале ниједну психолошку препреку која је узнемирила њихове непријатеље који су током операција видели њихова села на ивици да су опустошена и уништена.
Ипак, Инке су биле веома опрезне у спровођењу својих кампања. Прво су сматрали да су територије освојене као њихове будуће домене и да се, у највећој могућој мери, уздрже од наношења непоправљиве штете. Пошто је становништво, у режиму давања које се састојало само од рада, представљало истинско богатство, они су увек настојали да наставе са својим освајањем са најмање проливања крви.
Једном кад је војска била распоређена, они су циљано нудили миран пријем у царству, гарантујући поштовање локалних обичаја и поштовања својих богова. Њихови амбасадори увеличали су услове благостања у којима су региони подложни Инцима уживали и представљали своје господаре као синове Сунца који су били задужени за вођење људске расе. Ова обећања и, још више, прикривене претње које су представљале војске, натерали су већину етничких група да прихвате суверенитет народа Кузко.
Међутим, нису увек нарочито поносна племена савијала без борбе и тада су Инке интервенисали свом тежином оружја. Њихове дисциплиноване војске лако су оправдале непристојни противници, али су понекад, искориштавајући дивљу конформацију своје земље или забарикадирајући се у јаке тврђаве, успевале да се супротставе жестоком отпору. Инке су у тим случајевима показале своју супериорну стратешку способност. На пример, моћно краљевство химуса поражено је уз претњу да ће уништити мрежу канала који су гарантовали његово богатство. Царангуе, у време Хуаина Цапац, приморани су да напусте своју тврђаву симулираним летом истог суверена који је кренуо на путу, док су две друге војске, које су заобишле тај положај, заузеле наивне домороце иза себе, безбрижно изашавши у потјери.
Осим у случајевима посебно жестоког отпора, према победницима се поступало умерено. Побуњенички вође елиминисани су и замењени са више дуктилних поданика, али је становништво поштедјено и прихваћено у царству, где се завршило интегрирањем. Ако се тада отпор наставио, Инке су интервенисале техником „ Митимае “, односно пребацивањем на место популације доказане лојалности и депортације, у неким случајевима, непријатељских у друге делове своје огромне државе.

## Структуре пута

#### Путеви
Међу манифестацијама високе цивилизације које су карактерисале цивилизацију Инка, она која више него било која друга показује величину њених стваралаца је без сумње путна мрежа коју су успели да направе како би објединили раштркане регионе своје огромне империје. Шпанци, који су први открили и искористили бројне улице Инка, нису оклевали да их упореде са онима који су били понос древног Рима .
У ствари, Инке су, попут Римљана, разумели важност брзих и ефективних веза за подржавање јединства и сигурности царства и опремили су се потребним путним структурама, а пре њих биле су ограничене и једва ефикасне.
Путна мрежа Инка протезала се од њихових граница ка северу Кито, у данашњем Еквадору, да би стигла до удаљених држава Чилеа које су представљале крајњу границу царства на југу и састојала се од две главне руте, једна планинска и једна друге обалне. Планински се развио у Андској висоравни, прелазећи хитре реке и прелазећи високе прелазе. Обала је уместо тога пратила, колико је то било могуће, ивицу мора и морала се суочити са сувим и ватреним пустињама. Две главне артерије биле су међусобно повезане малим стазама које су дозвољавале пролазак из једне улице у другу.
Путеви су праћени екстремном вештином и подвргнути пажљивом и сталном одржавању. У недостатку вучних животиња и последичних колица, дну није била потребна важна чврстоћа, међутим, изграђен је у дизајну дугог трајања. У Андским прелазима стаза је била опремљена парапетима, а у мочварним је земљама провизорни насип којим је било омогућено да настави потребним обезбеђењем. У редовним интервалима постојале су станице за одмор које су путницима омогућиле одмор, а на сушним и сунчаним подлогама редови дрвећа омогућавали су здраву хладовину.
Стазе које су спајале две главне артерије биле су нужно стрме јер су се морале пењати од мора до Андске висоравни, превладавајући импозантне гребене. На посебно стрмим тачкама у стени су урезани кораци, али напредак на тим стазама често је био предмет вртоглавице за путнике који нису навикли на велике висине и на улице изложене страшним јарцима.
Дуж ових путева војска је ишла, у случају рата и каравана лама и домородаца, за потребну и готово свакодневну залиху. Складишта хране и оружја била су смештена на најважнијим локацијама, како би послужила као подршка трупама или резерва локалном становништву у случају глади или катастрофе.
Владари Инка имали су обавезу да обезбеде изградњу све нових путева и није било ретко да је неколико артерија, које су саградили различити владари, имало алтернативну руту до истог одредишта. Изградњу нових путева централна власт је често спонзорисала кориштењем мита о субјектима, али одржавање различитих путева било је препуштено одговорности појединачних заједница, свака за територију којој је припадала.

#### Мостови
Специфични географски услови на андској територији присилили су Инке да се суоче са проблемом преласка бројних нарочито немирних река. Лук је био непознат и у сваком случају не би био од користи ако су увале биле прешироке да би могле градити зидове. Инка инжењери су решили проблем са техником висећег моста која је и данас у употреби, чак и када се користе ланци. Материјал су снабдевали влакна агаве која су једном ручно ваљана омогућавајући израду јаких и издржљивих ужади. Конопи, једном испреплетени, преносили су се с једне обале на другу и користили су се за подршку других мањих конопа који су подржавали дрвене или ткане ходнике од конопље .
Помоћу овог система превазиђене су неке изванредне литице, попут оне на реци Апуримак, " великом говорнику " у Кечуи, који Куско дели од севера царства с врло дубоком, робусном и дивљом клисуром, исклесаном између два зида пешчењака. Киеза де Леон, који је то лично користио, говори о дужини од осамдесет и пет метара, али његово је претеривање, јер је средином деветнаестог века археолог Скуиер приступио мерењу моста и добио дужину од четрдесет шест метара и висину на водама тридесет и пет.
Ове мере су у сваком случају изузетне, а још је запаженија чињеница да је мост још увек стајао. Конопи за ношење имали су обим једнак оном човековог живота и почивали су на каменим подлогама.
На тим треперавим пистама, које су осцилирале са сваким налетом ветра, чак су и Шпанци са својим коњима и мостовима мирно јахали до напора, далеко надмоћнијег оном који су очекивали њихови градитељи у време освајања.
Одржавање мостова обављало је становништво најближих округа које су сваке две године обезбедиле мање поправке и замене ужади. На неким местима где су реке текле отвореним равницама и није било потпорних зидова, Инке су користиле мостове плутајућих сплавова чврсто усидрених на обалама. Такође је у тим случајевима одржавање артефаката препуштено локалном становништву.

### Курири
Импозантна путна мрежа која је повезивала различите области царства Инка између њих омогућила је стварање посебно ефикасног комуникационог система.
 , такође понекад назива и Био је то својеврсни курир изабран међу најбржим младима из различитих округа. Дуж андских путева биле су посебне зграде у којима су биле смештене, које су обављале функцију стварних поштанских станица. Смештени су у интервалима посебно дизајнираним да поделе простор у једнаке временске мере и тако су, уз присуство успона или других разлика, били ближи једни другима него они који су постављени на равници. Људски штафети, звани Каски (или каскуи ), пропутовали су делић свог пута највећом брзином којом су могли да носе поруке или мале предмете. Кад је био у близини следеће станице, каски је упозорио на његово присуство звуком одређене гранате и на тај позив приведен му је још један младић. Двојица курира путовали су дужином пута како би омогућили носиоцу порука да прође испоруке, а затим се путовање наставило до нове размене и тако непрекидно док није стигло до свог одредишта.
Брзина ових курира била је таква да је сваког дана свежа риба, свеже уловљена, слана са Тихог океана у Куско за краљевски сто и била је у одличном стању. Каски носио, обично је куипу у коме су снимљене поруке које су морали да испоручи, али вероватно и научили, напамет, неке кључне речи које су омогућиле дешифровање.
Овај систем нису измислили Инке, али имао је дугу традицију на јужноамеричком континенту. У гробовима Мокица, наслеђе пред-Инканске цивилизације умро око седмог века, могли су се у ствари, наћи разни курири доба које стоје из тих Инка само са природом порука. Мокика није познавала куипу, али користили су обојени пасуљ са сеченим тачкама како би пренели своје податке.

#### Обална навигација
У Националној библиотеци у Бечу налази се рукопис познат као „ Цодек Виндобоненсис СН 1600 “. Садржи извештај о почецима освајања Перуа, познатог као "Релацион Самано-Ксерек". Самано је име његовог кустоса, а Ксерек је његовог наводног аутора, такође званог Франциско де Херес. Данас критичари једногласно приписују то Бартоломеу Руизу, пилоту Францисца Пизара, који се први пут упознао са неким поданицима царства Инка.
Састанак се одвијао на мору, док је Руиз обишао обале данашњег Еквадора тражећи сведочење цивилизације. Одједном се шпански брод суочио са великим сплавом. Родни брод је имао двадесетак људи на броду, од којих су се неки бацили у море како би избегли заробљавање. Искусни пилот проценио је да сплав има тону од најмање тридесет тона. Састојао се од равне грађевине направљене од трске, попут стубова, везаних јаким канапом. Имао је горњу палубу, такође везане штапове, што је омогућило њеним путницима да се подигну из воде. Покретала су га памучна једра подржана дрвећем и дрвеним врапцима. На броду је било пуно робе свих врста која је служила као база за размену како би се од обалног становништва добиле и посебне беле шкољке и боја корала којима је сплав био испуњен.
Била је то једна од бала коју су Инке изградиле ради трговине са обалним племенима региона без путева. Шкољке, које су чиниле терет, чије је научно име Спондилус, род шкољкаша, Инке су биле веома тражене, јер су их користиле, као сакралне прилоге, за прославу посебних обреда, који се врше у Куску и у главним светињама царства. Инке су биле планинско становништво, али су развиле ову врсту поморског саобраћаја користећи поморске вештине неких освојених популација. У другим приликама нису оклевали да оду морским путем. Сармиенто де Гамбоа прикупио је наратив према којем Инка Тупак Иупанкуи посетио би удаљена острва и Хуана Капак, са војском базге освојио је острво Пуну, жестоко га бранило своје непомирљиве становнике. Међутим, обална пловидба је у царству Инка имала врло ограничен развој, као и за све остале у древном Перуу.

## Уметност
Инке су биле освајачко друштво и њихова асимилационистичка политика видљива је у њиховом уметничком стилу, сличном готичком стилу, који користи начине и облике потчињених култура, мешајући их заједно да би створио стандардни стил који се лако репродукује и брзо шири широм царства. Једноставни и апстрактни геометријски облици и снажно стилизовани прикази животиња у керамици, у дрвеним скулптурама били су типични за инковску културу. Разлози нису били толико везани за прошлост као у претходним цивилизацијама. Инке су били дифузори бронзане технике коју су користили за оружје и радни алат, уместо у бакар који су били украсни и церемонијални предмети.

### Архитектура
Архитектура је далеко најважнији Инка уметности, тако да ће судови и ткива често репродуковати разлога.
Камени храмови које су изградили Инке користили су "суви" поступак градње који је први пут у великој мери користио Тиванаку. Инке су увозили камене раднике из регије Куско када су освојили земље јужно од језера Титикака. Стене које су коришћене за зграде радиле су се како би се савршено уклопиле вишекратно належући један камен на други и копајући неке делове доњег камена, изнад којих се прашина сабрала. Снажан спој и конкавност доњих стена учиниле су зграде изузетно стабилним чак и у честим земљотресима који су погодили подручје. Инке су градиле равне зидове, осим на најважнијим верским налазиштима и изградиле читаве градове одједном.
Инке су такође у скулптурама репродуковале природу која их је окруживала. Лако би се могло помислити да су стене дуж инковских путева потпуно природне, осим ако се погледа у право доба године, када сунце баца изненађујућу сенку, која издаје њихове вештачке форме.

#### Терасирање и наводњавање
Како би искористили све од своје земље, Инкас је направио софистициране системе за терасирање тла и напредне системе за наводњавање. Техника терацирања омогућила је повећање обрадиве површине и допринела контрасту ерозије тла проузроковане дејством ветра и кише.
Ову терасасту технику узгоја Инке су научиле из претходне Хуари цивилизације; Инке, међутим, терасе нису користиле само за производњу хране. На „тамбу“ (зграде које се користе као места за одмор и освежење), као на пример у Ољантаитамбоу, терасе су обрађене цвећем, што је изванредна чињеница за то сушно земљиште.

#### Градови
Становници андског региона живели су у висоравни или уз обалу и градили су своје градове у складу са природним обликом територије и користећи материјале на овом месту. Градови су често били окружени циклопским зидинама. Објекти на платоа обично имали косим кровом од сламе и опеке, док су на обали су зидови изграђени од Адобе (сирово цигла глина осуши на сунцу), блато-малтерисани и окречени, са равним кровом.
Градови у висоравнима, осим тога, за разлику од оних на обалама, морали су се носити са неравним теренима, као на пример у случају Мацху Пиццху. Овај град, стратешки смештен на границама царства Инка, састоји се од око 143 гранитне грађевине, од којих су око 80 биле куће, а остале су храмови намењени обожавању. Инке су усавршавале неке веома софистициране технике обраде камена: успеле су да сече огромне цигле једноставно користећи чекић за камен и влажни песак да би их изгладиле. Цигле су се тако лепиле једна уз другу да није било потребе да их малтер веже.
Главни град Царства, Кузко, стајао је у срцу Анда и био је подељен на секторе омеђене уским асфалтираним улицама уређеним да репродукују четири четвртине царства Инка (или Тавантинсуиу). Била је веома богата храмовима, палачама и церемонијалним трговима. Централни простор био је резервисан за суверене и племиће: њихове палаче су често имале подземне камене базене у којима су се краљеви и моћни људи могли окупати и опустити. Вода је дошла до резервоара каменим каналима. По градовима су често грађена складишта у којима су Инке чувале све врсте робе. Само су државни службеници могли приступити тим зградама у време кризе или опсаде. Складишта су увек била опремљена оружјем, тканинама, вуном, кромпиром, кукурузом .

### Хаљине
Одећа је била подељена у три класе. Тип аваска коришћен је у кући и имао је ткање од око 120 нити по инчу.
Најбоље израђена одећа звала се кунпи и била је две врсте. Први, који су носили мушкарци кунпикамаиук ( носиоци добре одеће ), сакупљен је као данак широм царства и коришћен је као преговарачки чип, да би украсио владаре, као дар савезничким политичарима и учврстио лојалност. Друга врста кунпи-ја била је још бољег квалитета: била је ткана из акља (девичанских девојака из храма бога сунца) и користила се само за стварне и верске сврхе. Имао је текстуру од 600 нити по инчу, ниво који никада није достигнут у другим деловима света све до индустријске револуције у деветнаестом веку .
Поред тунике, важни људи су носили лавт'у, низ ужади омотаних око главе. Како би свима показао своју важност, Инка Атахуалпа наручила је ткани лавт'у са шишмишом. Глава сваке ајлуле, или проширене породице, имала је своје покривало за главу.
У освојеним регионима традиционална одећа и даље се тка, али су најбољи ткалци, попут оне из Кан Кана, премештени у Куско и тамо су држани да ткају кунпи.
Облик одеће варирао је у зависности од пола. Мушкарци су носили кратке панталоне, назване " хуара ", понекад замењене траком за покривање платна омотаним око појаса и носили кошуљу, обично белу, без рукава ( унцу ). Њихову одећу употпунио је капут од смеђе вуне на раменима и завезан на грудима ( иакоља ). Жене су носиле дугу тунику ( анаку ), отворену на једној страни, а појас је стезале појасом. Њихов капут је био сив и био је фиксиран на грудима великим брошем ( ллицлла ). Сви су носили кожне сандале од ламе (ношене), везане за стопало врпцом од вуне светлих боја. То се односило на популарне часове, али чак је и Инка одећа имала исту израду, осим што је била израђена од најбољих вуна. Одећа суверених и одећа свештеника који су имали посебне карактеристике били су изузеци.
Употреба накита није била уједначена у царству. На пример, уметници Киму наставили су да носе минђуше чак и након интеграције у царство Инка, док су у многим другим регионима то могли учинити само локални лидери.

### Писање
Инке нису знале писати, макар у облику у којем ми разумемо, али су осмислиле друге методе за снимање података и за представљање информација које се сматрају конвенционалним занимљивим.
Најкоришћенији инструмент био је куипу, који се састоји од главног ужета са којег је висила количина мањих врпци. Секундарни каблови су имали различите боје и на сваком од њих су се појавили различити чворови. Врста боје, природа чворова и њихов положај представљају различите информације које је искусни читач куипуа могао да протумачи. Сви савремени научници слажу се да су Инке, путем квипа, успели да напишу статистичке податке са импресивном пажљивошћу. Уместо тога, постоји неслагање у вези са тезом, а следи их нека према којој је квипу дозвољавао изражавање чак и апстрактних концепата и бележење историјских догађаја. Са сигурношћу знамо да су бројни шпански званичници били сведоци извештаја које су приповедали староседеоци на основу читања њиховог квиза,
Поред квипа, у приказима тог времена често налазимо иупану која изгледа као својеврсни абакус. Класична иупана састојала се од двадесет кутија на којима су биле распоређене семенке или шљунак. Највештији Индијанци, једноставним премештањем семенки, били су у стању да изврше чак и веома компликоване прорачуне који су оставили шпанске посматраче, који су редовно превладавали у спретности и брзини, омамљени.
Још један посебан аспекат цивилизације Инка заинтересовао је савремене истраживаче у потрази за обликом писања суи генерис уграђеним у Горњи Перу. То су токапути, инкане таписерије, често шарене боје, украшене карираним мотивима, укључујући геометријске фигуре. Оригиналност ових фигура и понављање заступљених знакова сугерисали су идеју да је реч о својеврсним концептима израженим тим одређеним методом. У ствари, сви прикази Капак Инка виде разне суверене представљене неким од ових токапуса, сваки са својим посебним дизајном. Ово запажање сугерише да је реч о неком хералдичком језику, сличном језику племенитих грбова европске историје, али у овом тренутку је то само теорија у потрази за доказима.
Треба такође напоменути да се тренутно води научни спор о аутентичности неких рукописа из седамнаестог века, који би, уколико буду признати као валидни, бацили ново светло на тумачење квипуа, јупане и токапуа . Ово су документи такозване колекције Микинељи, названи по њиховом открићу. У њима ће древни перуански језуит Блас Валера, заједно с другим важним откривењима, пружити кључ за разумевање горе наведених андских инструмената.

### Обрада керамике и метала
Техника израде керамике углавном је почивала на вештини мајстора који нису знали за токарилице. Делови артефакта моделирани су одвојено, а затим спојени. Врат и ручке тегли су додате готовом производу као последња операција. Да би се избегле таласе, током глине се додавала сецкана слама. С друге стране, слике су биле заштићене од врућине дрвеним кућиштима.
Типична инконска теракота је она арибаљо, посебна ваза у којој врат заузима трећину висине. На дну је опремљен, близу максималног обима, са два прстена у која су провучена ужад како би се олакшао транспорт на раменима. Осликана је хроматском трезвеношћу са геометријским или фигуративним мотивима на жутој, наранџастој или црвеној подлози.
Керамика је служила углавном у практичне сврхе, али је ипак показала царски декоративни стил, који је преовлађивао у текстилу и металним предметима. Овај материјал је такође коришћен, као алтернатива шкољкама, за прављење труба које су се истицале међу музичким инструментима које свирају Инке, као што су бубњеви, дувачки инструменти, попут флаута.
Инке нису познавале гвожђе, али су радиле олово, бакар и коситер с којима су израђивале бронзу и умеле су да ваде злато и сребро. Њихове технике обраде су рафинисане и дозвољено им је утискивање, дамаск за преклапање метала и заваривање сребра.
Инке су такође израђивале сјајне предмете од злата попут маски којима су прекривале лица царских мумија. Међутим, племенити метали су били много мање присутни него у претходним перуанским културама. Инка стил обраде метала дугује већем духу уметности Чиму и заиста су најбољи металски радници Чан Чана премештени у Куско када је владавина Чимора уклопљена у Царство. За разлику од Чимуа, чини се да Инке не сматрају метале драгоценим као фину одећу. Када су Шпанци први пут упознали Инке, понуђена им је одећа компи као поклон .
Призори осликани на грнчарији и на другим предметима дају нам драгоцене информације о животу и култури андских цивилизација: примећено је, на пример, да су племићи Инка углавном носили копље.

## Религија
У време Инка, домаћи није материјални свет схватио као неживи, јер је за њега све било обдарено духом божанског промишљања. Снага овог духа, унутрашња за све ствари, могла би бити различитог интензитета и, кад се показало да је посебно снажна, постојао је предмет који се штује као свете као на пример, у случају Хуакаса .
Полазећи од ове визије светости космоса, просторни региони су разматрани од три посебне природе, у складу са њиховим положајем у висини. Горња регија звана је " Ханан пацха ", буквално високи свет и обухватала је небо и звезде. Свет земљине површине звао се " кеј пача " и идентификовао се са насељеним светом. Подземни део земље, " Хурин пацха ", коначно је био свет испод. Надређени и инфериорни региони признали су даље пододељење и према временском аспекту су упућени у будућност и прошлост, а садашњост представља кеј пача .
Андска традиција је усклађена, такође са оном великих претколумбијских цивилизација, што се тиче веровања узастопних космичких векова. Према Гуаману Пома де Аиала било би их четири: руна Хуари Вирацоцха, свети великани, руна Хуари или великани, руна Пурун, бројни мушкарци попут песка и руне Ауца.што значи за ратне људе. Сва ова доба била би завршена због катаклизме проузроковане недостојношћу њихових представника, а Инке би Сунце послало да роде ново доба. У другим легендама постоји неслагање око имена и броја епоха пре Инка, али све се приче слажу у успостављању цикличког тока историје људског рода у појмовима древних андских народа.
Митови о стварању свемира углавном се односе на божанство Вирацоцха, којег су људи у региону језера Титикака првобитно обожавали, а затим их Инке, а преко њих и целокупно царство, препознале као врховни ентитет.
Није у ствари бог стваралаца, јер идеја стварања, чак и ако постоји, претпоставља врло нејасне конотације у андском менталитету. Прикладније је покварити демиургије коме дугујемо рођење Сунца, Месеца и звезда, као и човечанства. Како су напредовали у својим освајањима, Инке су се често суочавали са концептима сличним њиховим властитим и нису оклијевали да препознају идентитет одређених божанстава са Вирацоцхом. То је случај Пацхацамаца, моћног бога ствараоца којег су обожавали на обали и заштитника најважнијих перуанских светилишта, које су чак и Инке поштовале и поштовале.
Ако је Вирацоцха био бог свих народа, Инти, Сунце је био заштитни бог Инка и природно је да су му били резервисани посебни храмови и почасти. Виракочи су обожавани само у две мале светиње, а Инки су овај привидни недостатак побожности објаснили чињеницом да је, будући да је био господар свих ствари, свуда и није се могао ограничити на један једини храм. У раскошном Цорицанцха дел Цузцо, према Јуан Санта Цруз Пацхацути, амблем Вирацоцха је још увек држао место части, у облику златног овалног круга за који се верује да представља космичко јаје из кога је настао цео живот.
Поред Интија, био је обожаван и Моон, звани Мама Куилла, његова супруга и сестра које су чиниле његову женску колегу. Остала божанства, посебно предмети обожавања, биле су звезде зване Куиллур и громовник, позната као Иллапа. У претежно пољопривредном земљишту није могао да пропусти одређену побожност земљи, која се назива Пацхамама, схваћеној као распршивач прехрамбених супстанци.
Поред ових главних божанстава, Инке су одавали почаст свим светим манифестацијама за које су веровали да су очигледне на Хуакама којима је царство обиловало. Хуаке су биле веома бројне и могле су да се налазе у Кужку или у било ком другом округу. Били су врло различите природе и могли су се састојати од извора, фонтана, планинских врхова, одређених места, дрвећа, мумифицираних тела и било чега другог што је откривало посебну асимилацију божанске и исконске силе која је држала универзум .
Божанство и хуака били су предмет посебних обреда којима су служила тела свештеника и примали су жртве одговарајуће њиховој важности. Ове жртве могу се састојати од понуде чике, цветних производа или посебних шкољки окупљених на обали, али било је уобичајено да се усмрћују чак и мале животиње од којих су преовлађујуће врсте. Међу сврхама ових жртава било је и прорицање будућности прегледом црева.
У неким случајевима, жртвоване су релативно мале особе, обично деца или младе жене које су обезбедиле њихове етничке групе. Гарциласо Инца де ла Вега, а с њим анонимни језуит идентифициран у Блас Валери, одлучно је негирао постојање људских жртава, али сви су се тадашњи хроничари поставили против њихове власти. Недавно откриће неких савршено очуваних мумија младих жртвованих на врховима планина које се сматрају светим омогућило је да се разријеши свака сумња у вези с тим.
Признања разним божанствима одржана су у разним областима, поводом грандиозних гозби у којима је учествовало цело становништво. Ово је била прилика за контакт и братимљење између класа које су обично подељене најстрожим раздвајањем. Нека од ових прослава, на пример прослава Интираимија и Цитуа, трајала је неколико дана.
Горња класа је живела своју религиозност, понекад, у смислу филозофских спекулација које су их суочиле са проблемима који су повезани са односом величанства Вирацоцха и Интија. То је била тема највећег теолошког истраживања које је видело сукобљене ставове разних суверена и које су очигледно умешане у спорове редовима свештеника додељеним култовима референтног божанства.
Ништа од тога није занимало масу испитаника који су у богу Сунцу видели референтну тачку државног култа. Свака контрада имала је и мања божанства која су Инки мудро дозволили да коегзистирају у време својих освајања, а тим боговима и даље су обожавани, мада подређени култу Сунца.
Поред ових религиозних догађаја, постојао је и читав низ пракси празновјерја које није могло недостајати у свијету који се сматра анимираним. Шаманске праксе, напици и фактуре били су од свакодневне употребе за обичног Индијца, као и читав низ сујеверних акција које, перлатро, нису ни припадници елите видели од имуне употребе.
Једном одређеном праксом су се сви чланови заједнице ујединили. То је била исповест посебним свештеницима за различите грехе. Шпански проповедници су одмах видели репродукцију истоименог католичког сакрамента, али веза је видљива само зато што је за Индијце грех имао не само морални смисао, већ и, пре свега, вредност контаминације коју је морао елиминисати. Кривња, кад је испоштована казна, идеално је пренесена на неживи објект и то уништено, док је прање завршило прочишћавање. Инка је била једина која се није исповедала пред свештеником. Сунце је направио приватно пред оцем и очистио се сваког греха посебним лавацром.

## Медицина
Лек Инка углавном користио магијске процеса, међутим, био знатно напредовала у терапији стицањем напредног знања у оба хируршки или фармаколошки.
Хирургија је укључивала ампутацију компромитованих удова и трепанацију лобање. Отварање лобање је понекад имало за сврху ослобађање узнемирујућих духова, али се такође практиковало излечење бројних рана које су ратници уносили у бици. Претпоставља се да је потребна анестезија добијена мешањем коке са моћном алкалијом да би се добио кокаин. Операције су често постигле пун успех, о чему сведоче бројне лобање на којима се налазе трагови савршено зарастаних уреза током пацијентовог живота. Инструменти су варирали од својеврсног металног рова до обсидијанских сечива, оба посебно оштра.
У фармаколошком пољу преваленција ових лекова била је биљног порекла. Кока је заузимала најважније место и користила се, жваћући се у лишћу или као декоција, против пролива, колика и чирева, али су били познати и други једнако корисни производи. Инке су користиле као средство за чишћење коријен „ хуаканка “ или плод „ моље “, ружичастог производа сличног паприци, за зацељивање рана користиле су зелено лишће кукуруза и смањиле температуру декоције од цикорије или влакана. Листови куинуа излечили су грло, а они од „ иука“ ублажавали су реуматске болове и оне" апикуха "уништио гриње на кожи.
Лишће коке, међутим, такође су користили за смањивање глади и бола. Недавна истраживања Севбалака и Ван Дер Вика, научника са Универзитета Ерасмус и Медицинског центра, показала су да супротно увреженом мишљењу, Инке не зависе од коке.
Недавна истраживања показала су да су били први људи који су узимали лекове захваљујући антиперисталтичким контракцијама мишића ректума који их гурају у организам.
Остали производи имали су специфичне дестинације за лечење главобоље, јетре, слезине и бубрежних каменаца . Људски урин су чували и користили за лечење главобоље, зубобоље и температуру деце. Месо младих кондора, конзумира у супи да би излечио лудило. Други лек који се користио је да узмете комад коре са стабла бибера, прокувате и ставите на рану док је још била топла.
Посебно племе, оно из „ Кољахуаиа “, рођеног из језера Титикака, било је носилац највећих терапијских традиција царства, од којих је она љубоморно чувала тајну, а њени највише акредитовани представници чинили су тело званичних лекара врховног Инка.
За доба Перуана, чак и ако је он Инка или понизни субјект, сама медицинска нега није била довољна за постизање опоравка болесне особе, ако их нису пратиле магичне праксе намењене отклањању злих духова. Због тога је унос корисних супстанци подржан интервенцијом специјализованих исцелитеља који су први покушали да лоцирају болест. Једном када је утврђена тачка одговорна за болест, исцелитељи су покушали да извуку негативне моћи трљајући их комадима вуне или заморцима који су затим одмах уништени. У посебно озбиљним случајевима нису се устручавали усисати болни део да наговесте отровне делове. Жртве свих врста, које су у случају Инка имале знатне размере, углавном су пратиле све исцељујуће праксе.

### Буриал праксе
, такође понекад назива и Муми Хуанита (или Сархита) недавно пронађена у Перуу на глечеру планине Ампато. То је девојка приближне старости од 14 година жртвована божанству планине око 1450. године, у време Инка Пахакутека.
Систем сахране Инка варирао је од округа до округа, али свугде је одговарао на свест о загробном животу. Било је широко распрострањено уверење да они који поштују морални кодекс Инка или, боље речено, воле суву, воле ллуллу, воле кхилла ( да не буде ни лопов, ни лажљивац, ни губитник ), не би отишли да живе у топлом краљевству бога Сунца, док би остали били присиљени да проведу вечни живот на хладној земљи.
Посмртни остаци мртвих, звани " малки ", сматрани су хуаком и као такви су почашћени. Веровало се да дух мртвих, нека врста астралног двојника, наставља да живи поред тела и да се обезбеди угодно постојање, водило се рачуна о очувању леша од распадања. У ту сврху примењене су посебне методе сахране. Дуж обале, где је сува и суха клима омогућавала очување тела, јама је ископана у облик боце и затворила покојника који је седео у положају фетуса. Пећине су коришћене на висоравни, или вештачким маузолејима, где су остаци умотани у тканину, након кратког конзерваторског третмана.
Инке су такође вежбале мумификацију најистакнутијих ликова. Мумије су биле опремљене великим избором предмета који би били корисни у загробном животу, а користили су се и у разним ритуалима или прославама. Уопштено, тиело покојника, умотано је у памучну тканину и направљено да седи уз усправна леђа. Не само да су мумифицирали најбогатије, већ су оставили да осуше тела, а затим су их држали код куће и правили их.
Посмртни остаци њихових супружника прошли су посебан третман. Савршено балзамирани употребом одређених ароматичних супстанци, држали су их у домовима порекла и одавали почаст као да су још живи. Посебна група слугу била је задужена за њихову бригу и била је задужена да повремено брину о понуди хране и пића. У посебним приликама они су били груписани на главном тргу у Чузчу како би присуствовали најважнијим церемонијама и често су били посећивани, један у други. Свештеници су замишљени да тумаче своје жеље и у њихово име су одговарају на све врсте захтева, укључујући овлашћења за склапање брака од стране парова својих породица.

### Друге праксе
Инке су вежбале деформацију лобање затезање око главе ткива новорођенчади како би измениле своју још увек мекану лобању. Естетски резултат ових пракси варирао је од племена до племена и био је резултат традиција предака пре владавине Инка.
У 20. веку се развила теорија према којој би се употребом ових техника деловало на церебралне конволуције како би се утврдио карактер појединаца и добили суцубирани и послушни субјекти. Недавна истрага су уместо тога јасно показала да ове деформације нису проузроковале оштећења мозга. Истраживање теренског музеја  потврђује да се ова пракса користила искључиво за обележавање разлика у етничкој припадности у царству Инка.

### Храна
Процењује се да су Инке узгајале око седамдесет врста пољопривредних производа. Главни су били: шећерна трска, кромпир, слатки кромпир, кукуруз, чили, памук, парадајз, кикирики, јестиви корен зван гуска и житарице познате као квиноја .
Инке су узгајале пољопривредне производе на сувљим пацифичким обалама, високо у Андском горју и доле у Амазонској прашуми. У планинском окружју Анда, они су широко користили терасаста поља која им нису омогућила само експлоатацију минералног планинског тла, када су га остале популације морале оставити у мировању, већ су искористиле и микроклиму повољну за узгој великог броја производа током целе године. Пољопривредни алат састојао се углавном од једноставних штапова за копање. Инке су такође узгајале ламе и алпаке за своју вуну и месо и користиле их као превозне животиње и за своју одличну косу и месо гванака.
Пут систем Инка је био један од кључева за успех пољопривреде, јер је дозволио дистрибуцију прехрамбених производа на велике раздаљине. Инке су такође изградиле велика лежишта, што им је омогућило да живе удобно чак и током година у којима је Ел Нињо беснио, док су суседне цивилизације патиле од глади.
Исхрана уобичајене класе била је базирана на житарицама, углавном кукурузу, али је била обогаћена и кромпиром или другим гомољем. Месо ретко виђено у Индској кантини као заморче или рибе, као и производи од дивљачи. Према проценама Луја Баудина ( Перу Инка ), дневне калорије су достигле 3.400 само у посебно повољним периодима.
Кукуруз је такође коришћен за производњу чиче, ферментираног напитка сличног нашем пиву, којег су домаћи изузетно користили за посебне празнике.